# Sveučilište u Segedinu
Sveučilište u Segedinu (mađarski: Szegedi Tudományegyetem) veliko je istraživačko sveučilište u Mađarskoj. 
Nalazi se u trećem najvećem gradu u Mađarskoj, Segedinu. Sveučilište je jedno od najvažnijih mađarskih sveučilišta i jedno je od najistaknutijih visokoškolskih ustanova u Srednjoj Europi. Prema Akademskom rangiranju svjetskih sveučilišta u istraživanju Šangaj Jiao Tonga (2003., 2004., 2005.), našlo se u skupini sveučilišta između na 203. – 300. mjesta na cjelokupnom popisu, 80. – 123. mjestu po znanstvenom rangiranju europskih sveučilišta, i prvo po mađarskom nacionalnom rangiranju. 
Godine 2014., Svjetska sveučilišna rang lista QS stavila je Sveučilište u Segedinu u skupinu sveučilišta od 501. do 550. mjesta na globalnoj razini. Bilo je najviše rangirano u kategoriji Moderni jezici. 
Operativni proračun Sveučilišta za 2014. godinu iznosio je 220 milijuna američkih dolara.
Preteča ovoga sveučilišta bilo je Sveučilište Kolozsvár (danas Cluj-Napoca), koje je 1872. godine osnovao car Franjo Josip I., koje se nakon Trianonskoga ugovora 1921. moralo preseliti u Mađarsku i ponovno pokrenuti u Segedinu.
Među studentima Sveučilišta bio je i Albert Szent-Györgyi, jedan od osnivača Prirodoslovno-matematičkog fakulteta, koji je dobitnik Nobelove nagrade za fiziologiju ili medicinu 1937. za svoja otkrića vezana uz vitamin C.